# Aeolothrips versicolor
Aeolothrips versicolor är en insektsart som beskrevs av Jindřich Uzel 1895. Aeolothrips versicolor ingår i släktet Aeolothrips, och familjen rovtripsar. Arten är reproducerande i Sverige.